# Alto Garças
Alto Garças är en kommun i Brasilien.   Den ligger i delstaten Mato Grosso, i den centrala delen av landet, 600 km väster om huvudstaden Brasília. Antalet invånare är 10 321.
Omgivningarna runt Alto Garças är huvudsakligen savann. Runt Alto Garças är det mycket glesbefolkat, med 2 invånare per kvadratkilometer.